# Евсюков, Юрий Степанович
Юрий Степанович Евсюков (род. 17 января 1948, Улан-Удэ) — актёр Харьковского государственного академического украинского драматического театра имени Т. Г. Шевченко. Заслуженный артист Украины (2007).
Народный артист Украины (2017).

## Биография
В 1989 году окончил Российскую Академию Театрального Искусства по специальности «Актёрское искусство».
- 1968—1981 — актёр Луганского академического украинского музыкально-драматического театра
- 1981—1983 — актёр Харьковского ТЮЗа
- 1983—1984 и с 1995 — актёр Харьковского государственного украинского драматического театра имени Т. Шевченко.

## Фильмография
1. 1987 — Берёзовая ветка (фильм-спектакль) — Рэм Степанович Кондаков, врач-психиатр
2. 1987 — Голый (короткометражный) — Кошкин
3. 1987 — Берёзовая ветка
4. 1987 — Рыжая фея — настройщик
5. 1991 — Ниагара — Аркадий Николаевич Перестукин, командированный из Нефтекумска
6. 1993 — Вперед, за сокровищами гетмана!
7. 1993 — Дикая любовь — отец Максима
8. 1993 — Заложники страха — комиссар Мегрэ
9. 1994 — Дорога на Сечь — Ганджа
10. 1995 — Будем жить!
11. 1995 — Гелли и Нок — рыбак
12. 1997 — Седьмой маршрут
13. 1998 — Тупик — лейтенант милиции Остапчук
14. 2001 — Блюстители порока (4-я серия «Дело чести») — редактор
15. 2002 — УВД. Курс молодого бойца
16. 2005 — Новогодний киллер
17. 2006 — Дурдом — Сергей Сергеевич, пациент
18. 2006 — Милицейская академия 2 — Петрович, слесарь
19. 2007 — Тормозной путь — охранник в женской колонии
20. 2007 — Я считаю: раз, два, три, четыре, пять… — рыбак
21. 2008 — Ночная смена (не завершён) — художник
22. 2008 — Смерть шпионам. Крым — санитар
23. 2009 — Возвращение Мухтара-5 (12-я серия «Погоня за бесом») — Сошкин
24. 2009 — День побеждённых
25. 2010 — Маршрут милосердия — Вениамин Каховский
26. 2011 — Весна в декабре — Зуев, патологоанатом, герой программы Волкова
27. 2011 — Возвращение Мухтара-7 (39-я серия «Нарды») — Степан Расулович Ахундов
28. 2011 — Зарево
29. 2011 — Ласточкино гнездо — дедушка
30. 2012 — Страсти по Чапаю — Иван Степанович, отец Чапаева
31. 2014 — Пока станица спит — Серафим
32. 2016 — На линии жизни — дедушка Аси
33. 2019 — День солнца — Петрович, школьный завхоз
34. 2019 — Предчувствие — часовщик